# اندیس شرق قلمستان
شرق قلمستان یک اندیس فلزی است که در حوالی شهر سبزوار استان خراسان قرار دارد و مادهٔ معدنی موجود در آن، طلا است.سنگ میزبان این اندیس برش هیالوکلاستیک، آهک، آندزیت اسپلیتیشده است  در این اندیس، پاراژنز‌های مس یافت می‌شوند.